# 斯托克布里奇 (喬治亞州)
斯托克布里奇（英語：Stockbridge）是一個位於美國喬治亞州亨利縣的城市。

## 地理
斯托克布里奇的座標為33°32′03″N 84°13′52″W / 33.53417°N 84.23111°W，而該地的平均海拔高度為244米（即801英尺）。

## 人口
根據2010年美國人口普查的數據，斯托克布里奇的面積為34.80平方千米，當中陸地面積為34.50平方千米，而水域面積為0.30平方千米。當地共有人口25636人，而人口密度為每平方千米736.67人。